# خواكيم أوتو فويجت
خواكيم أوتو فويجت (بالدنماركية: Joachim Johann Otto Voigt)‏ (بالألمانية: Joachim Otto Voigt)‏ هو عالم نبات وجراح ألماني ودنماركي، ولد في 22 مارس 1798، وتوفي في 22 يونيو 1843 في لندن في المملكة المتحدة.